# William Thomas Sampson

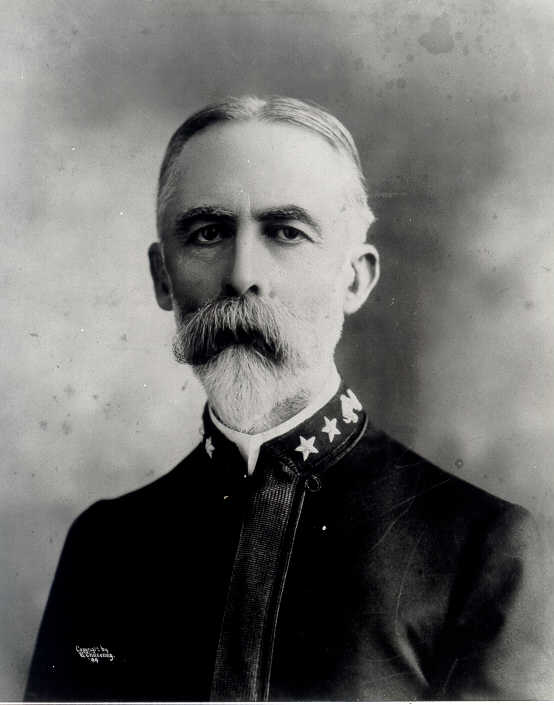
William Thomas Sampson.

William Thomas Sampson (Palmyra, Nueva York; 9 de febrero de 1840 - Washington D. C., 6 de mayo de 1902) fue un almirante estadounidense.
Participó en la Guerra de Secesión en 1860 y en la Guerra Hispano-Estadounidense de 1898, en la que bombardeó San Juan de Puerto Rico, dirigió el bloqueo de Santiago de Cuba, destruyó la flota del almirante Pascual Cervera y tomó posesión de la ciudad, cuya guarnición mandaba el general José Toral y Velázquez.
- Datos: Q2004801
- Multimedia: William T. Sampson / Q2004801